# Trudny klient
Trudny klient (tytuł oryg. Partner(s)) – amerykański film komediowy z 2005 roku, reklamowany jako "komedia romantyczna z konsekwencjami". Zaledwie drugi film w dorobku reżyserskim Dave'a Diamonda.
W Polsce, w 2010 roku, film wyemitowała telewizyjna stacja Tele 5.

## Opis fabuły
Młody, sukcesywnie prowadzący swoją karierę prawnik Dave Denali otrzymuje propozycję kierowania zespołem obrońców w prestiżowym postępowaniu sądowym. Liczy na to, że sukces w tej sprawie zagwarantuje mu stanowisko partnera w firmie. Wkrótce uświadamia sobie, że powierzono mu tę funkcję na życzenie klienta − członka firmy rzekomo dyskryminującej gejów − który uznał Dave'a za homoseksualistę i uważa, że dzięki temu będzie on świadczył na jej korzyść. W rzeczywistości Denali to heteroseksualista, zaś gejem jest jego współlokator i przyjaciel. Jednak prawnik jest w stanie udawać, by uzyskać wymarzony tytuł. Tymczasem jego ambitna koleżanka z pracy, Katherine, uważa, że bardziej niż Dave zasługuje na stanowisko partnera. Wie, że Denali nie jest gejem, gdyż kiedyś z nim romansowała, i postanawia to udowodnić wszystkim pracownikom firmy. W międzyczasie uwagę Dave'a zwraca córka klienta, Lucy. Wkrótce Matthew, szef kancelarii, włącza Katherine do sprawy prowadzonej przez Dave'a. Kobieta nie wywiązuje się z zadania. W dodatku okazuje się, że narzeczony pani adwokat jest homoseksualistą.

## Obsada
- Jay Harrington jako Dave Denali
- Julie Bowen jako Katherine
- Brooke Langton jako Lucy
- Michael Ian Black jako Christopher
- Saul Rubinek jako Matthew
- Corey Reynolds jako William
- Jay Paulson jako John
- Reichen Lehmkuhl jako Benjamin
- Josh Cooke jako Tom
- Jordana Spiro jako Anne
- Jim Rash jako sekretarka Katherine
- Lee Garlington jako matka Dave'a
- Steve Ryan jako ojciec Dave'a
- Greg Callahan jako Jameson
- Wendel Meldrum jako Sandy
- Allan Wasserman jako Howard
- Sean McGowan jako Chad

## Nagrody i wyróżnienia
- 2006, GLAAD Media Awards:
  - nominacja do nagrody GLAAD Media w kategorii wybitny film telewizyjny lub miniserial